# Паспорт громадянина Естонії
Паспорт громадянина Естонії  — це паспорт, що видають громадянам Естонії, який можна використовувати як проїзний документ та для підтвердження/доказу громадянства Естонії. Видає Департамент громадянства та міграції Департаменту поліції та прикордонної охорони Естонії.

## Зовнішній вигляд
У відповідності зі стандартним дизайном, який застосовують в Євросоюзі, естонський паспорт — бургундського кольору (бургунді), у центрі передньої обкладинки прикрашений гербом Естонської республіки. Над гербом написані слова «EUROOPA LIIT» (Європейський союз) і «EESTI» (Естонія), а під гербом — слово «PASS» (паспорт). Естонський паспорт має стандартний біометричний символ унизу.

## Типи паспортів
Для жителів Естонії окремо від звичайних паспортів випускають також дипломатичні паспорти та службові книжки моряка для тих осіб, яким належить мати подібні документи.

## Візові вимоги для громадян Естонії
Станом на 2017 рік громадяни Естонії мають можливість відвідувати без візи загалом 148 держав і територій. Згідно з Індексом обмежень візового режиму, естонський паспорт став 10-м у світі.